# Cerapteroceroides fortunatus
Cerapteroceroides fortunatus är en stekelart som först beskrevs av Ishii 1925.  Cerapteroceroides fortunatus ingår i släktet Cerapteroceroides och familjen sköldlussteklar. Inga underarter finns listade i Catalogue of Life.